# Lucjan Kulej
Lucjan Kulej (Danków, 1896. november 29. – Katowice, 1971. július 13.) lengyel jégkorongozó, olimpikon.
Az 1928. évi téli olimpiai játékokon játszott a jégkorongtornán a lengyel csapatban. A B csoportba kerültek, ahol rajtuk kívül csak kettő csapat volt. Első mérkőzésükön 2–2-es döntetlent játszottak a svédekkel, majd egy szoros mérkőzésen 3–2-re kikaptak a csehszlovák csapattól. A csoportban az utolsó helyen végeztek 1 ponttal. Összesítésben a 9. lettek. Kulej két mérkőzésen játszott és gólt nem ütött.
Részt vett még 2 jégkorong-világbajnokságon. Az 1930-ason, az 1931-es jégkorong-világbajnokságon. Az 1931-es világbajnokság jégkorong-Európa-bajnokságnak is számított és így ezüstérmesek lettek
Az 1936. évi téli olimpiai játékokon a lengyel csapat edzője volt a jégkorongtornán.
Klubcsapata a AZS Varsó volt.